# 吉爾伯特斯·哈帕特
吉爾伯特斯·哈帕特（亦稱Gillis、或 Gilbert Happart；？－1653年）為一位於1649年－1653年在福爾摩莎（現在稱為台灣）傳教之荷蘭宣教師。

## 生平
1643年自荷蘭烏特烈支高等學院（Utrechtsche Hoogeschool）神學系畢業。1648年8月抵達巴達維亞，1649年3月到達臺灣。於1649年－1652年駐在虎尾壟地區（今虎尾鎮）宣教，並於1650年以荷蘭語完成一部虎尾壟地區原住民用語之虎尾壟語詞典。大約同時期（1647年－1651年）亦有雅各·花德烈宣教師服務於台灣中部虎尾壟地區，並完成翻譯為虎尾壟語的主禱文、聖經片段、教义问答、及五篇講道詞等共19講語料。

## 外部連結
- Dictionary:  Dictionary of the Favorlang dialect of the Formosan language, by Gilbertus Happart (1650), translated from Dutch to English by W. H. Medhurst (1840).
- An account of missionary success in the island of Formosa: published in London in 1650 and now reprinted with copious appendices : Campbell, William, 1841-1921(附虎尾壟語語料：XIII. The Lord's Prayer in several FoRMOSAN Dialects；XIV. Dialogues in Formosan-Dutch.)
- 十七世紀荷蘭駐臺宣教師名單（页面存档备份，存于）